# Tournoi des Cinq Nations 1986
Navigation
Tournoi 1985 Tournoi 1987
Le Tournoi des Cinq Nations 1986 (du 18 janvier au 15 mars 1986) voit la victoire conjointe de la France et de l'Écosse, tandis que l'Irlande, pourtant tenante du titre, se contente de la Cuillère de bois (quatre défaites en quatre matches).

## Classement
Légende

J matches joués, V victoires, N matches nuls, D défaites
PP points pour, PC points contre, Δ différence de points PP6PC
Pts points de classement (2 points pour une victoire, 1 point en cas de match nul, rien pour une défaite)
T Tenante du titre.
| Rang | Nations        | J | V | N | D | PP | PC  | Δ   | Pts |
| ---- | -------------- | - | - | - | - | -- | --- | --- | --- |
| 1    | France         | 4 | 3 | 0 | 1 | 98 | 52  | +46 | 6   |
| 1    | Écosse         | 4 | 3 | 0 | 1 | 76 | 54  | +22 | 6   |
| 3    | Pays de Galles | 4 | 2 | 0 | 2 | 74 | 71  | + 3 | 4   |
| 3    | Angleterre     | 4 | 2 | 0 | 2 | 62 | 100 | -38 | 4   |
| 5    | Irlande (T)    | 4 | 0 | 0 | 4 | 50 | 83  | -33 | 0   |

## Résultats
- Première journée : samedi 18 janvier 1986

| Édimbourg, Murrayfield | Écosse     | 18 - 17 | France         |
| Londres, Twickenham    | Angleterre | 21 - 18 | Pays de Galles |

- Deuxième journée : samedi 1er février

| Paris, Parc des Princes | France         | 29 - 9  | Irlande |
| Cardiff, Arms Park      | Pays de Galles | 22 - 15 | Écosse  |

- Troisième journée : samedi 15 février 1986

| Dublin, Lansdowne Road | Irlande | 12 - 19 | Pays de Galles |
| Édimbourg, Murrayfield | Écosse  | 33 - 6  | Angleterre     |

- Quatrième journée : samedi 1er mars 1986

| Cardiff, Arms Park  | Pays de Galles | 15 - 23 | France  |
| Londres, Twickenham | Angleterre     | 25 - 20 | Irlande |

- Cinquième journée : Samedi 15 mars 1986

| Paris, Parc des Princes | France  | 29 - 10 | Angleterre |
| Dublin, Lansdowne Road  | Irlande | 09 - 10 | Écosse     |

## Composition des équipes victorieuses
Voir :
- La France dans le Tournoi des Cinq Nations 1986,
- L'Écosse dans le Tournoi des Cinq Nations 1986.